# 電荷シフト結合
電荷シフト結合（でんかシフトけつごう、英: Charge-shift bond）は、結合を介して電子が共有または移動する3つのよく知られている共有結合、イオン結合、金属結合と並んで、新しい化学結合のクラスとして提唱されてきた。電荷シフト結合の安定性は、結合電子間に電子密度を持っていると説明されることが多い電子の共有ではなく、複数のイオン型の共鳴に由来する。電荷シフト結合の特徴は、結合原子の間の予測電子密度が低いことである。長年、結合電子の間の電子密度の蓄積は必ずしも共有結合を特徴付けるものではないことが実験から知られていた。電荷シフト結合が実験的に見出される低い電子密度を説明するために使われてきた一例が、[1.1.1]プロペランの中心の逆四面体形炭素間の結合である。幅広い分子の理論計算は電荷シフト結合の存在を示している。特筆すべき例がフッ素F2分子である。この分子は典型的な共有結合を持つと通常は説明されている。

## 原子価結合理論による説明
ライナス・ポーリングの仕事に多くを負っている化学結合の原子価結合理論による見方は、全てのではないにせよ、多くの化学者にとって親しみがある。ポーリングの化学結合の描写の基礎は、電子対結合が、1つの共有構造と2つのイオン性構造の混合（共鳴）を含むということである。同じ元素の2つの原子間の結合、等核結合において、ポーリングは、イオン性構造は全体の結合に大して寄与していないと見なした。この仮定は、イオン型の寄与はH−H結合エネルギーのわずかな割合に過ぎないことを示した1933年に発表されたWeinbaumによる水素分子の計算と、JamesとCoolidgeによる水素分子の計算の結果として生じた。異核結合（A−X）について、ポーリングは結合解離エネルギーへの共有性の寄与が、A−A結合の結合解離エネルギーのX−X結合のエネルギーの平均であると見積った。平均結合エネルギーと観測される結合エネルギーとの間の差は、イオン性の寄与によるものであると想定された。HClについての計算を以下の表に示す。
|                                 | 実際のH−H | 実際のCl−Cl | H−Clcov 共有結合エネルギー H−Cl, (H−H) と (Cl−Cl) の算術平均 | H−Clact Actual H−Cl | 「イオン性寄与」 H−Clact – H−Clcov |
| ------------------------------- | --------- | ----------- | ------------------------------------------------------------ | ------------------- | ---------------------------------- |
| 結合解離エネルギー (kcal mol−1) | 103.5     | 57.8        | 80.6                                                         | 102.7               | 22.1                               |

結合解離エネルギー全体に対するイオン性寄与は、AとXの間の電気陰性度の差に起因しており、これらの差がポーリングが元素の個々の電気陰性度を計算する出発点であった。電荷シフト結合の提唱者たちは、イオン型は等核結合の結合解離エネルギー全体には寄与しないというポーリングの仮定の妥当性を再検討した。 彼らは、現代原子価結合理論を使用して発見したのは、いくつかの場合では、イオン形態の寄与が重要であることであった、最も顕著な例は、F2、フッ素であり、彼らの計算は、F−F結合の結合エネルギーが完全にイオン性寄与によるものであることを示している。

## 計算結合エネルギー
イオン性共鳴構造の寄与は電荷シフト共鳴エネルギーREcsと名付けられ、数多くの単結合について値が計算された。そのうちのいくつかを以下の表に示す。
|         | 共有性寄与 kcal mol−1 | REcs kcal mol−1 | % REcs 寄与 |
| ------- | --------------------- | --------------- | ----------- |
| H−H     | 95.8                  | 9.2             | 8.8         |
| Li−Li   | 18.2                  | 2.8             | 13.1        |
| H3C−CH3 | 63.9                  | 27.2            | 30.2        |
| H2N−NH2 | 22.8                  | 43.8            | 65.7        |
| HO−OH   | –7.1                  | 56.9            | 114.3       |
| F−F     | –28.4                 | 62.2            | 183.9       |
| Cl−Cl   | –9.4                  | 48.7            | 124.1       |
| H−F     | 33.2                  | 90.8            | 73.2        |
| H−Cl    | 57.1                  | 34.9            | 37.9        |
| H3C−Cl  | 34.0                  | 45.9            | 57.4        |
| H3Si−Cl | 37.0                  | 65.1            | 63.8        |

これらの結果は、等核結合では電荷シフト共鳴エネルギーは大きく、F2とCl2ではこれが引力成分であるのに対し、共有性寄与は斥力成分であることを示している。結合軸に沿って還元された電子密度は、電子局在化関数（ELF）を使って見ることができる.。

### プロペランにおける架橋結合
置換 [1.1.1]プロペラン中の架橋結合（橋頭位原子間の反転した結合）は実験的に調べられてきた。[1.1.1]プロペランに関する理論研究は、この分子が顕著なREcs安定化エネルギーを有していることを示した。

## 電荷シフト結合を引き起こす要因
電荷シフト共鳴エネルギーが顕著な数多くの化合物の分析は、多くの場合において高い電気陰性度を持つ元素が関与していること、これらはより小さな軌道を持ち、孤立電子対が豊富であることを示している。結合エネルギーへの共有性寄与を減弱する要因には、結合性軌道の不十分な重なり合い、パウリの排他原理による反発が主要因である孤立電子対結合弱化効果がある。ポーリングの結合モデルから予測される電荷シフト共鳴エネルギー（REcs ）と結合電子間の電気陰性度の差との間の相関は存在しない。しかしながら、REcsとそれらの電気陰性度の和との間には大域的相関が存在し、これは孤立電子対結合減弱効果によって部分的に説明することができる。[1.1.1]プロペラン類中の反転結合の電荷シフト性は、共有性寄与の隣接する「翼」部位の結合の不安定化によるパウリ反発に原因があると見られている。

## 電荷シフト結合の実験的証拠
実験的に決定された分子中の電子密度の解釈には、しばしばAIM理論が用いられる。ここでは、結合経路に沿った原子核間の電子密度が計算され、密度が極小となる結合臨界点が決定される。化学結合の種類を決定する要因は結合臨界点におけるラプラシアンと電子密度である。結合臨界点では、典型的な共有結合は顕著な密度と大きな負のラプラシアンを持つ。対照的に、イオン結合において見られるような「閉殻」相互作用は小さな電子密度と正のラプラシアンを持つ。電荷シフト結合は、正あるいは小さなラプラシアンを持つと期待される。限られた数の実験的決定しか成されていないが、正のラプラシアンを持つ結合を持つ化合物は固体N2O4中のN–N結合および (Mg−Mg)2+二原子構造である。